# 山梨県道717号山中湖忍野富士吉田線
山梨県道717号山中湖忍野富士吉田線（やまなしけんどう717ごう やまなかこおしのふじよしだせん）は、山梨県南都留郡山中湖村から南都留郡忍野村を経て、富士吉田市に至る一般県道である。

## 概要

### 路線データ
- 起点：山梨県南都留郡山中湖村山中字北畠（山中湖西交差点＝国道138号交点）
- 終点：山梨県富士吉田市上吉田（国道139号交点）

## 通過する自治体
- 山梨県
  - 南都留郡山中湖村 - 南都留郡忍野村 - 富士吉田市

## 交差・接続する道路
- 国道138号（南都留郡山中湖村・山中湖西交差点）
- 山梨県道718号富士吉田西桂線（富士吉田市・砂原橋東交差点）
- 国道139号〈富士見バイパス〉（富士吉田市・お茶屋町東交差点）
- 国道139号〈富士みち〉（富士吉田市）

## 周辺
- 山中湖花の都公園
- 忍野村役場
- 忍野村立忍野小学校
- 忍野郵便局
- 忍野村立忍野中学校
- 山梨県立吉田高等学校
- 富士吉田郵便局